# پیشاتاریخ استرالیا

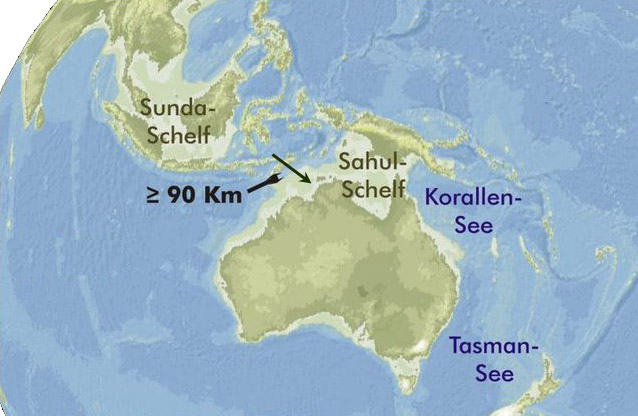
پیشاتاریخ استرالیا

دوران  ماقبل تاریخ استرالیا دوره بین اولین سکونت انسان در استرالیا و استعمار استرالیا در سال ۱۷۸۸ است.
از آنجایی که در استرالیای باستانی فناوری فلزکاری وجود نداشت، کل دوره پیشاتاریخ آن در عصر حجر قرار می‌گیرد. بر خلاف گینه نو، به‌طور کلی اعتقاد بر این است که استرالیا دوره نوسنگی نداشته‌است و در آن سبک زندگی شکارچی-گردآورنده تا زمان ورود اروپایی‌ها سبک اصلی زندگی ساکنان بوده‌است، اگرچه شواهدی از مدیریت زمین از طریق اقداماتی مانند سوزاندن علفزار و در برخی مناطق کشاورزی، ماهیگیری و سکونتگاه‌های دائمی هم یافت شده‌است.
تاریخ دقیق ورود انسان امروزی به استرالیا هنوز بحث‌برانگیز است. با این حال، به‌طور کلی پذیرفته شده‌است که این امر حداقل ۶۵۰۰۰ سال قبل از میلاد اتفاق افتاده‌است. مسیر این مهاجرت در مراحل آخر پلیستوسن باز شد، زمانی که سطح دریاها بسیار پایین‌تر از امروز بود. دوره‌های مکرر دوره‌های طولانی یخبندان در جهان منجر به کاهش بیش از ۱۰۰ متری سطح دریاها در استرالیا شد. به نظر می‌رسد که انسان‌ها از طریق دریا در یک عصر یخبندان خاص وارد شده‌اند، زمانی که گینه نو و تاسمانی خشکی واحدی به نام ساهول را تشکیل دادند. این خشکی‌ها توسط یک پل زمینی وسیع که روی دریای آرافورا، خلیج کارپنتاریا و تنگه تورس قرار داشت، به هم متصل می‌شدند. خط ساحلی قاره بسیار بیشتر به داخل دریای تیمور کشیده شده بود، با این وجود، دریا همچنان یک مانع بزرگ بود. 
برای مهاجرت بشر به استرالیا دو مسیر پیشنهاد شده‌است. یکی زنجیره‌ای از جزایر بین سولاوسی و گینه نو را دنبال می‌کرد و دیگری از طریق تیمور به شمال غربی استرالیا می‌رسید. با این حال، هر دو مسیر همچنان به سفر دریایی نیاز داشتند. تاریخ آخرین بازه زمانی عمومی پذیرفته شده برای ورود افراد به استرالیا دست‌کم ۴۸ هزار سال پیش تعیین شده‌است. محوطه‌های زیادی از این دوره کاوش شده‌است. در آرنهم‌لند، پناهگاه صخره‌ای «مالاکونانجا دو» در حدود ۶۵ هزار سال قدمت دارد. قدمت رادیوکربن حاکی از سکونت بشر از دست‌کن ۳۰ هزار سال پیش در سیدنی و اطراف آن است. کاوش‌های باستان‌شناسی در پاراماتا، غرب سیدنی، زغال چوب، ابزار سنگی و احتمالاً بقایای آتش‌های اردوگاهی باستانی را کشف کرده‌است. در نزدیکی پنریث، یکی از حومه‌های غربی سیدنی، ابزارهای سنگی متعددی در رسوبات شن‌های کرینبروک پادگانه‌های مربوط به ۴۵۰۰۰ تا ۵۰۰۰۰ سال قبل از میلاد یافت شد. شواهد باستان‌شناسی حاکی از سکونت انسان در رودخانه سوان در غرب استرالیا در حدود ۴۰۰۰۰ سال پیش است. تاسمانی که توسط یک پل زمینی به این قاره متصل بوده‌است، حداقل ۳۰۰۰۰ سال پیش مسکونی بوده‌است. برخی از مکان‌های باستانی قدمتی ۶۰۰۰۰ ساله دارند، اما این تاریخ‌ها به‌طور گسترده پذیرفته نشده‌اند. شواهد گَرده‌شناختی از استرالیای جنوب شرقی گواه افزایش آتش‌سوزی‌های جنگلی از حدود ۱۲۰۰۰۰ سال قبل از میلاد هستند. این به عنوان نشانه‌ای از فعالیت انسانی تفسیر شده‌است، اما تاریخ‌گذاری شواهد به شدت مورد چالش قرار گرفته‌است. چارلز دورچ ابزارهای سنگ آتشزنه و سنگ آهکی را که در جزیره روتنست در غرب استرالیا یافت شده‌است شناسایی کرد که قدمت آنها به حداقل ۵۰۰۰۰ سال پیش می‌رسد.